# Луций Антоний Педон
Луций Антоний Педон (на латински: Lucius Antonius Pedo) е политик на ранната Римска империя през началото на 1 век по времето на император Август.
Той е префект (praefectus Aegypti) на римската провинция Египет от 11 до 12 г. след Гай Юлий Аквила. Сменен е от Квинт Магн Максим.